# Phyllonorycter trifasciella
Phyllonorycter trifasciella là một loài loài bướm thuộc họ Gracillariidae. Loài này có ở Tây Âu.
Sải cánh từ 7–8 mm. Loài bướm này bay trong ba thế hệ từ tháng 3-tháng 4, tháng 7-tháng 8 và tháng 10.
Ấu trùng ăn các loài Lonicera, Symphoricarpos và Leycesteria.

## Hình ảnh

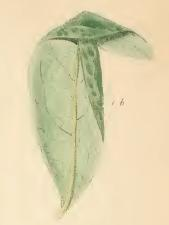
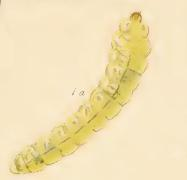